# Carl D. Anderson
Carl David Anderson, född 3 september 1905 i New York, död 11 januari 1991 i San Marino, Kalifornien, var en svenskättad amerikansk experimentalfysiker. Han är mest känd för sin stora bedrift att experimentellt påvisa att antimateria existerar genom att upptäcka positronen, vilket gav honom Nobelpriset i fysik år 1936 tillsammans med Victor Hess. Han var verksam som professor vid California Institute of Technology, Pasadena, 1939–1976.

## Akademisk karriär
Anderson utexaminerades från California Institute of Technology 1927 med en B.Sc., kandidatexamen i teknisk fysik. Han fick sin Ph.D.doktorsexamen från Caltech 1930. Under perioden 1930–1933 var han research fellow där, senare (1933) blev han biträdande professor i fysik och full professor i fysik (1939). Under krigsåren (1941–1945) var han också sysselsatt med projekt för National Defence Research Committee och för Office of Scientific Research and Development. 1936 upptäckte han även myonen (eller "my-meson", som den var känd som i flera år), tillsammans med sin första doktorand, Seth Neddermeyer.  
Anderson kom att tillbringa hela sin forskargärning vid Caltech.

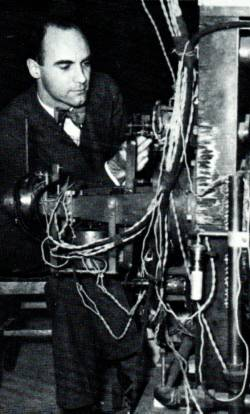
Carl D. Anderson på LBNL, 1937

### Forskningsinriktning
Andersons tidiga forskning gällde området röntgenfysik. För sin doktorsavhandling studerade han distribution av fotoelektroner som kastats ut från olika gaser belysta med röntgenstrålning. År 1930 började han sina studier av kosmisk strålning med professor Robert A. Millikan. Dessa ledde 1932 till upptäckten av positronen. Han undersökte energidistribution hos den kosmiska strålningens mycket högenergetiska partiklar och elektroners energiförlust, när de genomkorsar materia. 1933 fick han och Dr Neddermeyer de första direkta beläggen på att gammastrålar från ThC" (208Tl) alstrade positroner vid passage genom fasta material. Från 1933 har han fortsatt sitt arbete med strålning och elementarpartiklar. Vid experimenten använde gruppen sig av en  dimkammare, en föregångare till bubbelkammaren, som en senare av hans studenter, Donald Glaser, skulle komma att ta fram.

## Betydelse
Antimateria hade länge betraktats som något rent teoretiskt, men med Andersons upptäckt av elektronens antipartikel kom första belägget för att antimateria verkligen existerade. En positron är en elektron med motsatt laddning, det vill säga positiv. Antipartiklar och därmed positronens existens hade förutsagts av Paul Dirac, när han  1928 generaliserade Schrödingerekvationen. Anderson blev tillika först med att upptäcka och bekräfta en elementarpartikel experimentellt efter att den hade förutsagts teoretiskt. Positroner kan uppkomma genom frigörelse, betasönderfall, från radioaktiva material eller vid parproduktion från högenergetiska fotoner. De har kommit till praktisk nytta vid medicinsk diagnostik genom så kallad positronemissionstomografi (PET).
När Dirac formulerade om Schrödingers vågekvation för att göra denna Lorentzinvariant, fann han att det uppstod två ekvivalenta lösningar så när som på ett minustecken. Dirac tolkade då den negativa lösningen som evidens för antipartiklar. Antiprotonen och antineutronen upptäcktes därefter först 1955 av Emilio Segrè och Owen Chamberlain. Efter dessa upptäckter har existensen av antimateria verifierats mycket övertygande och produktion av antimateria är idag något som rutinmässigt görs i till exempel partikelacceleratorer. 
De kosmologiska implikationerna av antimateria väntar dock fortfarande på en godtagbar förklaring. Om man godtar Big bang-scenariot, borde det initialt ha skapats exakt lika mycket koinomateria som antimateria. Ändå verkar dagens universum bestå enbart av materia. Vartefter universum expanderade och svalnade kom materia och antimateria att stöta ihop och annihileras, så att bara strålningsenergi återstår. Men för en liten bråkdel av materian, en del på tio miljarder, så inträffade inte detta, därför att all antimateria hade tagit slut. Det måste alltså finnas minst en process i universums förmenta begynnelse, som gjorde skillnad mellan de båda slagen av materia. Det är denna rest av materia som är den vi idag kan se i universum. Om detta hade Klein-Alfvéns kosmologi en uppfattning. Dagens partikelfysiker letar efter processer som bryter mot CP-invarians.

### Anekdotiska inslag
Myonen är en annan subatomär partikel, 207 gånger tyngre än elektronen. Anderson och Neddermeyer trodde till en början att de hade sett pionen, en partikel som Hideki Yukawa hade postulerat i sin teori för stark växelverkan. Kring detta har anekdotiska inslag uppstått: När det stod klart att det som Anderson hade sett inte var en pion, frågade fysikern Isidor Isaac Rabi, förundrad över hur oväntade upptäckter skulle kunna passa in i någon logisk ordning för partikelfysik, nyfiket "Vem beställde det här?" Denne lär ha varit på en middag med kollegor på en då välbesökt kinesisk restaurang. Myonen var den första av en lång lista av subatomära partiklar vars upptäckt en början förbryllade teoretiker som inte kunde få detta förvirrande "zoo" att passa in i något snyggt konceptuellt system. Sålunda skämtade Willis Lamb, i sin 1955 års Nobelprisföreläsning, om att han hade hört sägas att "den som hittar en ny elementarpartikel har brukat belönas med ett Nobelpris, men nu borde en sådan upptäckt straffas med 10.000 dollar i böter." 

## Familj
Andersons far var Carl David Anderson och hans mor Emma Adolfina Ajaxson, ursprungligen svenska utvandrare.
År 1946 gifte sig Anderson med Lorraine Bergman. Paret har två söner, Marshall och David.